# Comandante Faà di Bruno (sous-marin)
Pour les articles homonymes, voir Faà di Bruno (homonymie).
Le Comandante Faà di Bruno  ou Comandante Emilio Faà di Bruno ou encore Emilio Faà di Bruno (fanion « FB ») est un sous-marin italien de la classe Marcello construit pendant la Seconde Guerre mondiale pour la Marine royale italienne.
Il a été coulé en 1940 par des destroyers britanniques et canadiens qui escortaient un convoi.
Le nom du sous marin est un hommage à Emilio Faà di Bruno (1820-1866), militaire italien qui a servi dans la Marine Royale pendant la troisième guerre d'indépendance italienne. Il est mort pendant la Bataille de Lissa au commandement du cuirassé Re d'Italia

## Conception et description
Les sous-marins de la classe Marcello ont été conçus comme des versions améliorées de la précédente classe Glauco. Ils ont un déplacement de 1 043 tonnes en surface et 1 290 tonnes en immersion. Les sous-marins mesuraient 73 mètres de long, avaient une largeur de 7,19 mètres et un tirant d'eau de 5,1 mètres.
Pour la navigation de surface, les sous-marins étaient propulsés par deux moteurs diesel de 1 800 cv (1 342 kW), chacun entraînant un arbre d'hélice. En immersion, chaque hélice était entraînée par un moteur électrique de 550 chevaux-vapeur (410 kW). Ils pouvaient atteindre 17,4 nœuds (32,2 km/h) en surface et 8 nœuds (15 km/h) sous l'eau. En surface, la classe Marcello avait une autonomie de 7 500 milles nautiques (13 900 km) à 9,4 noeuds (17,4 km/h), en immersion, elle avait une autonomie de 120 milles nautiques (220 km) à 3 noeuds (5,6 km/h).
Les sous-marins étaient armés de huit tubes lance-torpilles internes de 53,3 cm, quatre à l'avant et quatre à l'arrière. Une recharge était arrimée pour chaque tube, ce qui leur donnait un total de seize torpilles. Ils étaient également armés de deux canons de pont de 100 mm et de quatre mitrailleuses de 13,2 mm pour le combat en surface.

## Construction et mise en service
Le Comandante Faà di Bruno est construit par le chantier naval Odero-Terni-Orlando (OTO) de Muggiano à La Spezia et mis sur cale le 28 avril 1938. Il a été lancé le 18 juin 1939 et a été achevé et mis en service le 23 octobre 1939. Il est commissionné le même jour dans la Regia Marina.

## Histoire du service
Lorsque l'Italie est entrée dans la Seconde Guerre mondiale, le Faà di Bruno faisait partie du XIIe escadron de sous-marins basé à La Spezia.
Il a effectué une première mission en Méditerranée du 10 au 16 juin 1940 et une seconde du 15 au 23 juillet, toutes deux près d'Oran et sans résultat.
Il a alors été décidé de l'envoyer dans l'Atlantique. Le Faà di Bruno partit de La Spezia le 28 août 1940 et traversa le détroit de Gibraltar dans la nuit du 2 au 3 septembre; à cause des courants et des défauts de l'écho-sondeur, il perdit de l'altitude, descendant à 140 mètres de profondeur et touchant le fond, mais sans aucun dommage,.
Du 8 au 24 septembre, il était en patrouille au sud des Açores. Il a mené trois attaques: la première, le 8 septembre, contre un navire à vapeur, la deuxième, le lendemain, contre le pétrolier britannique Auris (8 000 tonneaux), la troisième, le 19 septembre, contre un autre navire à vapeur. Le Auris a sûrement été endommagé alors que pour les deux autres navires, il n'y a pas eu de confirmation. Le 5 octobre 1940, il accoste à Bordeaux, siège de la base italienne de BETASOM.
Le 31 octobre ou le 3 novembre, le sous-marin a quitté Bordeaux à destination de l'ouest de l'Écosse, dans une zone d'embuscade située entre les parallèles 57°20' et 58°20' Nord, à l'ouest du méridien 20° Ouest ; depuis lors, on n'en a plus entendu parler.
Des sources britanniques ont attribué le naufrage au destroyer HMS Havelock (H88) qui, le 8 novembre, avait bombardé un sous-marin avec des grenades sous-marines en la position géographique de 56° 01′ N, 17° 50′ O, détectant alors des débris d'épave, de bulles d'air et de taches de carburant. Mais il s'est avéré par la suite que la cible de cette action était un autre sous-marin italien de la Classe Marconi, le Guglielmo Marconi, qui avait survécu sans dommages importants (les débris, l'air et le carburant avaient été expulsés juste pour inciter l'unité britannique à suspendre la chasse). En réalité, le Faà di Bruno aurait été coulé par l'action combinée des destroyers NCSM Ottawa (canadien) et HMS Harvester (Royal Navy) qui défendaient le convoi HX 84. Le sous-marin a perdu son commandant, le capitaine de corvette Aldo Enrici, 6 autres officiers et 48 sous-officiers et marins.